# José Antonio Páez
José Antonio Páez is een gemeente in de Venezolaanse staat Yaracuy. De gemeente telt 21.500 inwoners. De hoofdplaats is Sabana de Parra.